# Allmersbach im Tal
Allmersbach im Tal là một đô thị ở Đức, trong bang Baden-Württemberg (trước đây là vương quốc Württemberg), khoảng 35 km về phía đông bắc Stuttgart. 
Allmerbach im Tal thuộc huyện Rems-Murr (Rems-Murr-Kreis) và nằm ở dãy núi Schwäbisch-Fränkischen gần thị xã Backnang.
Đô thị Allmerbach im Tal được lập năm 1972 thông qua việc hợp nhất hai đô thị Allmersbach và Heutensbach.